# أجيم كانا
أجيم كانا (بالألبانية: Agim Cana‏) هو لاعب كرة قدم ألباني في مركز الوسط، ولد في 29 سبتمبر 1956 في بريشتينا في صربيا. لعب مع دينامو زغرب وسامسون سبور وغنتشلربيرليغي ونادي بريشتينا.

## وصلات خارجية
- أجيم كانا على موقع قاعدة بيانات كرة القدم.إي يو (الإنجليزية)
- أجيم كانا على موقع Soccerway.com (الإنجليزية)
- أجيم كانا على موقع عالم كرة القدم.نت (الإنجليزية)